# Trefignath
Koordinaten: 53° 17′ 35,6″ N, 4° 36′ 51,5″ W
Trefignath liegt südöstlich von Holyhead auf der zu Anglesey gehörenden Insel Holy Island in Wales und ist eine Megalithanlage des Typs Cotswold Severn Tomb. Sie liegt auf einem Felsen, 20 m über NN. Die Anlage wurde 1987 von Smith und Lynch ausgegraben, wobei sich innerhalb der Reste des mehrheitlich abgetragenen  Steinhügels ein dreiphasiger Aufbau offenbarte. Reste von Herden und eine kleine Auswahl von Funden weisen darauf hin, dass der Platz bereits in der Vorphase des Cairnbaus genutzt wurde.

Trefignath
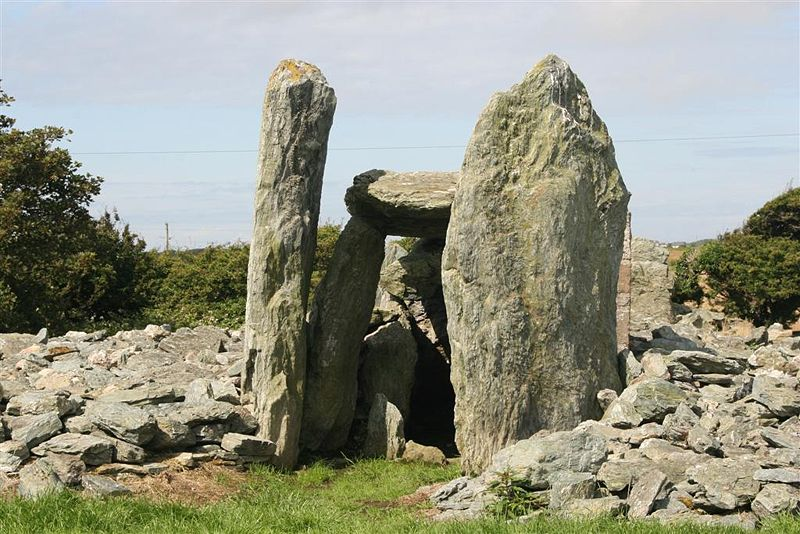
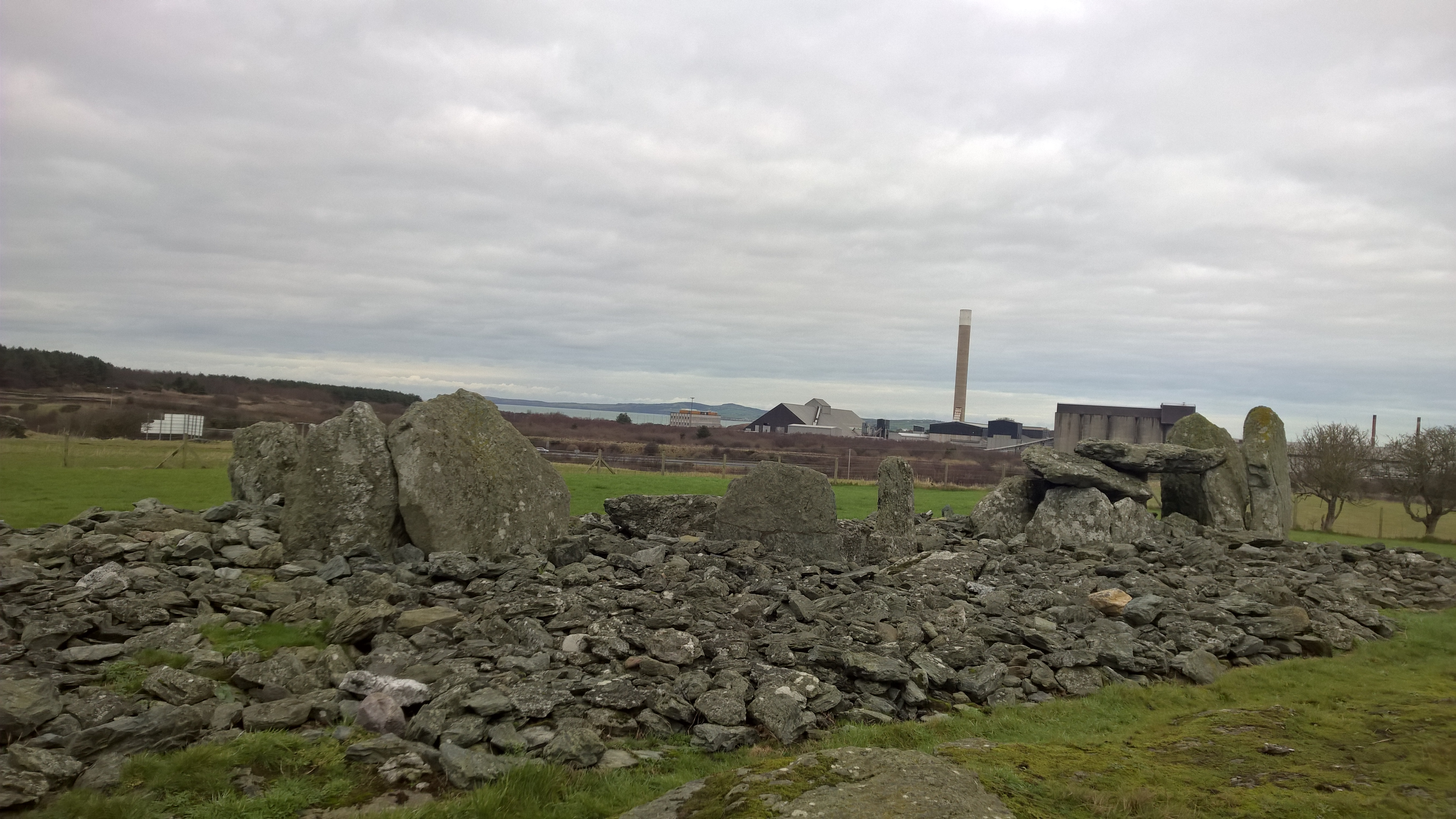
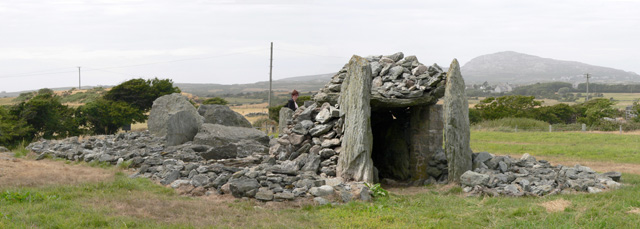
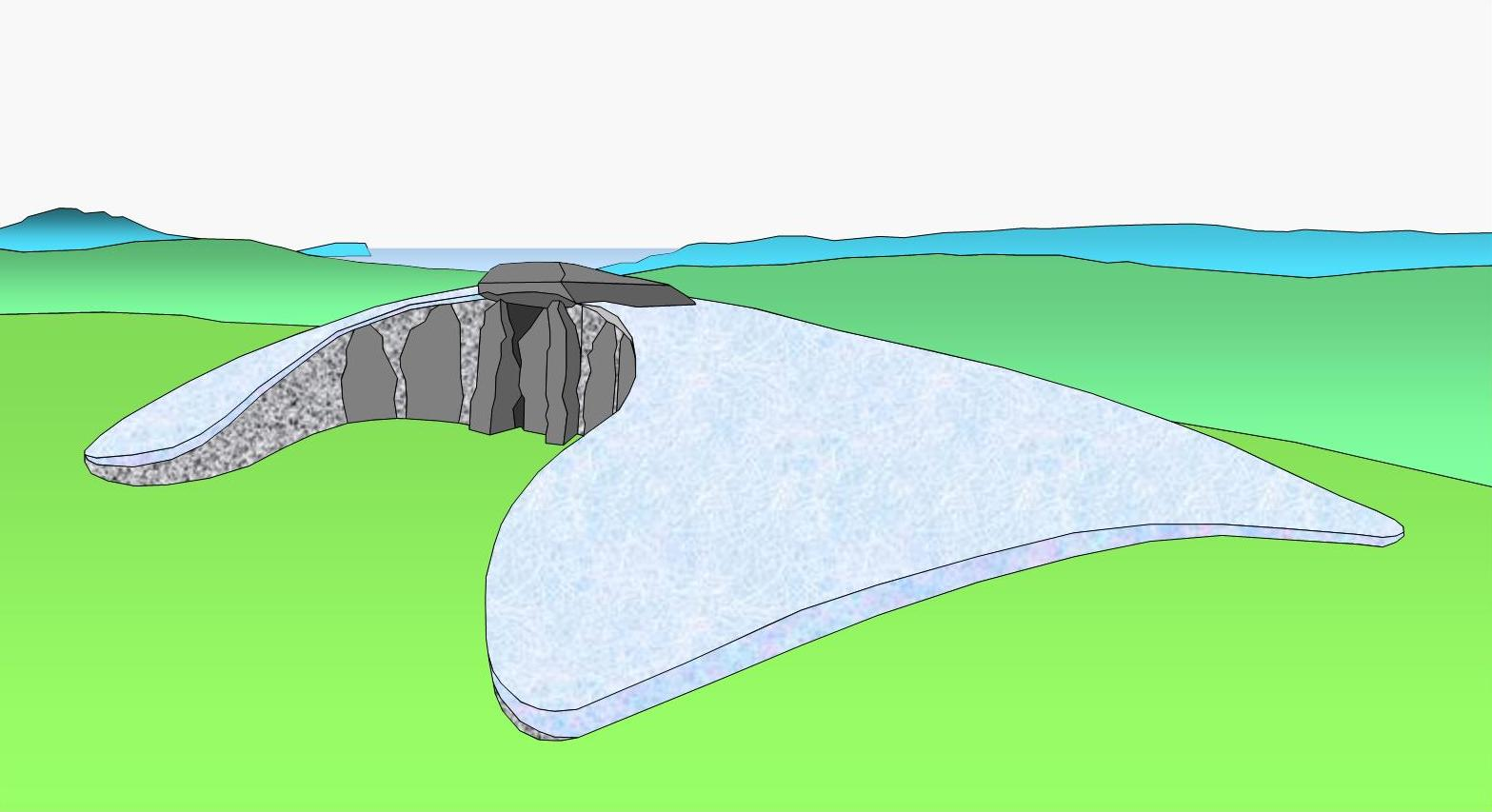
Schema Cotswold Severn Tomb

Der älteste Teil ist die westliche Kammer, innerhalb eines kleinen runden Steinhügels, der mit Zugang im Süden über einer Höhlung im Fels errichtet wurde. Von ihr sind noch vier große Tragsteine erhalten, während die Form des Zugangs unklar blieb. Die Radiocarbon-Daten von der alten Oberfläche zeigen, dass diese Anlage etwa 3750-3500 v. Chr. gebaut wurde.
Die heutige mittlere Kammer wurde als Nächstes errichtet. Auch sie ist noch durch vier Tragsteine markiert. Der Hügel erhielt unter Einbeziehung des Rundhügels eine West-Ost-Ausrichtung und die typische Form einer keilförmigen Anlage des Cotswold-Severn Typs mit dem eingezogenen Vorhof und axialer Kammer.
Schließlich wurde im Vorhof die weit besser erhaltene Ostkammer errichtet und der Steinhügel auf seine heutige Form verlängert. Die Kammer ist nahezu vollständig und weist neben den Decksteinen zwei große Portalsteine auf.
Ein Bogen von Pfostenlöchern und eine Grube im Vorhof weisen auf Aktivitäten hin. Alle Kammern waren ausgeraubt. Zu den Fundresten gehören Scherben von Grooved Ware und Flint.
Auf der natürlichen Bodenoberfläche unter dem Steinhügeln wurden Feuersteinwerkzeuge, Scherben sowie Herde gefunden. Die Holzkohle wurde in diesem Zusammenhang auf 3100 v. Chr. datiert. Die Keramikscherben, die von vor dem Bau des Grabes stammen, waren unverzierte rundbodige Irish Sea ware des frühen und mittleren Neolithikums. Lokale Tone stellten wahrscheinlich das Material für die meisten Töpferwaren. Ein kleiner Einschluss von perthitischem Biotitgranit in einem Topf ist nicht lokalem Ursprungs. Der Topf könnte aus Cornwall, Irland oder Schottland stammen.